# Contrôle de vitesse par balises

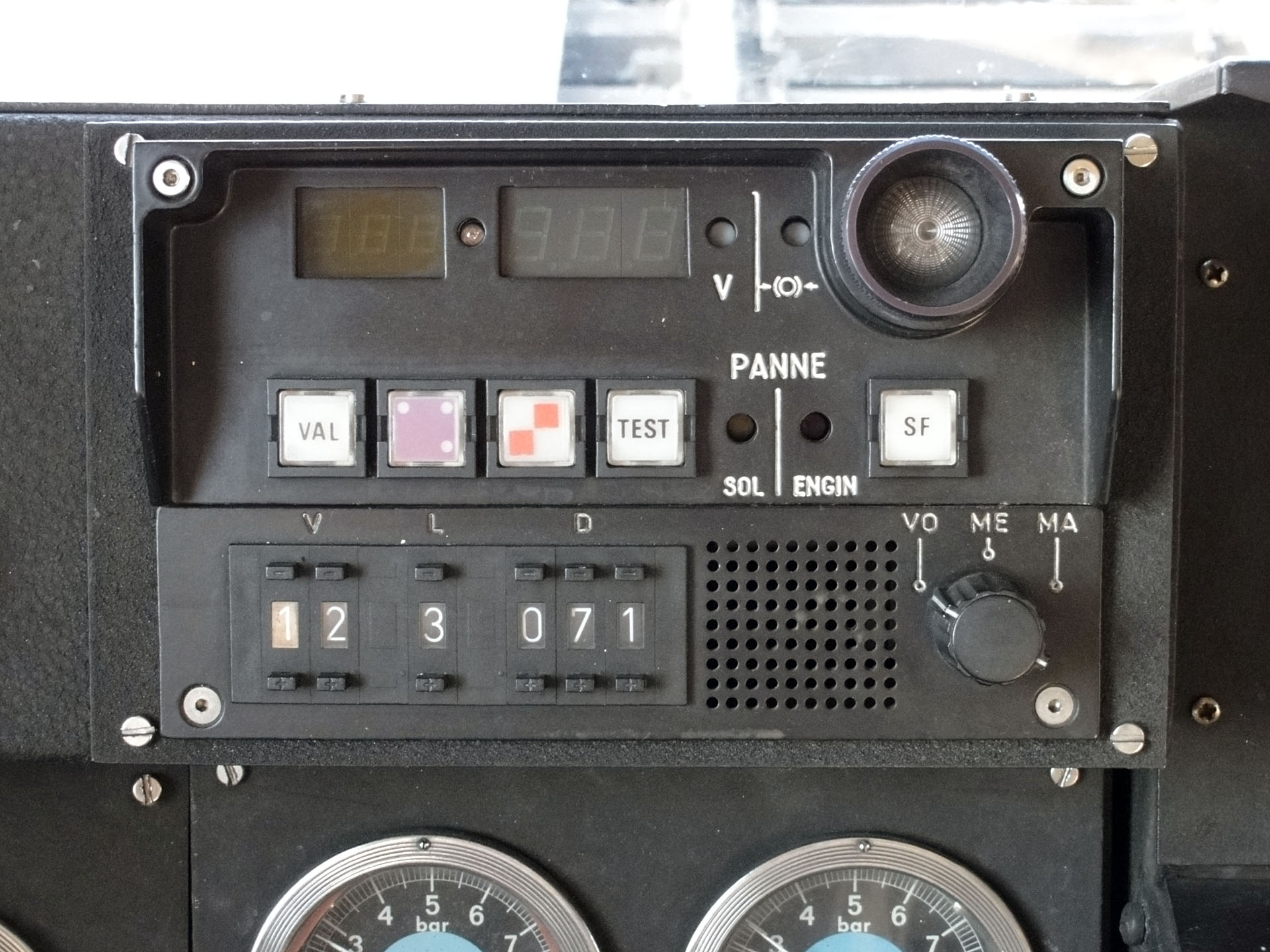

Contrôle de vitesse par balises (KVB) – system automatycznej kontroli pociągu działający we Francji w sieci RFF. System obejmuje wszystkie zelektryfikowane linie kolei konwencjonalnej, realizując nadzór prędkości, kontrolę nad miejscami niebezpiecznymi oraz tymczasowe ograniczenia prędkości. Zaimplementowany jest na 99% linii konwencjonalnych. Częściowo zainstalowany na liniach dużych prędkości w celu transmisji punktowej oraz nadzoru nad tymczasowymi ograniczeniami prędkości, jeżeli poziomy prędkości nie są podawane przez kody TVM.
System ten składa się z przytorowych balis i koderów sygnału oraz skomputeryzowanych urządzeń pokładowych. System ten jest dodatkową nakładką względem konwencjonalnych urządzeń sterowania ruchem kolejowym.
Transmisja danych realizowana jest między pasywnymi balisami przytorowymi (2 do 9 na każdy sygnał) a anteną pokładową znajdującą się pod pojazdem, która także w trakcie mijania stanowi źródło zasilania balis w energię. Sprzężenie między balisą a urządzeniami pokładowymi jest indukcyjne.
System KVB steruje manewrowaniem oraz przejściem do innych systemów (TVM), bierze udział w przełączaniu kanałów radiowych, rozłączaniu wyłącznika obwodu, opuszczaniu pantografów, wyborze strony do otwierania drzwi, wyborze wysokości stopni, steruje szczelnością dla powietrza w tunelach lub w rejonach o zagrożeniu chemicznym. Ponadto system KVB może być dodatkowo wyposażony w transmisję ciągłą, umożliwiającą stosowanie funkcji przesyłania informacji uaktualniających (jak np. Europętla).
W przypadku naruszenia warunków nadzoru ruchu uruchamiane jest nagłe hamowanie. Zwolnienie hamowania nagłego możliwe jest tylko przy całkowicie zatrzymanym pociągu.